# ドラゴンランナー

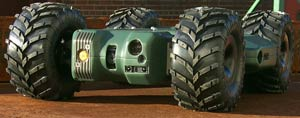
ドラゴンランナー（オリジナルのホイールバージョン）

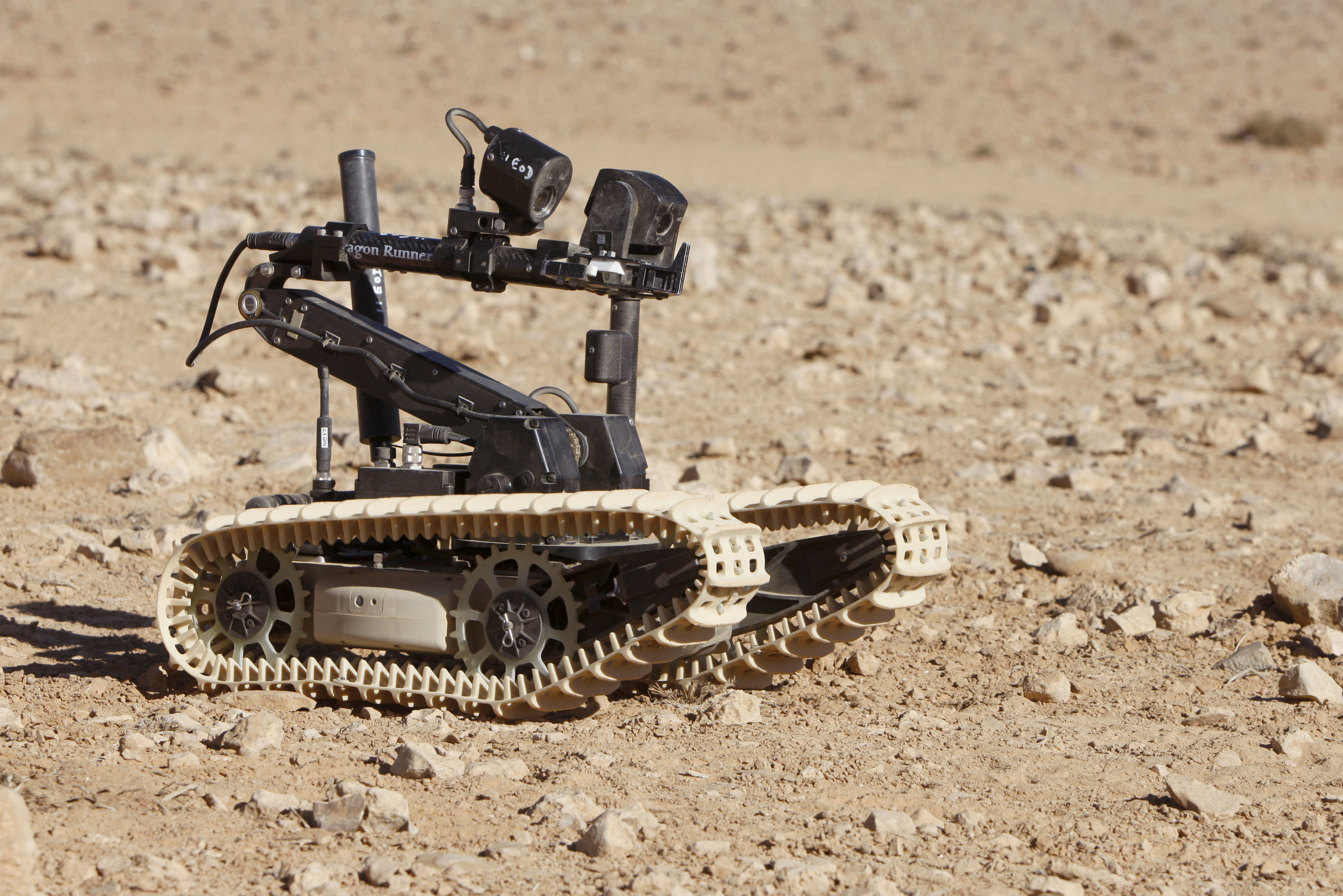
ヨルダンで演習中のイギリス軍履帯仕様（2012年）

ドラゴンランナー（英語: Dragon Runner）は、市街戦用に作られた軍事用ロボット。重さ20ポンド（9 kg）で、持ち運びや投げることができるほど軽量である。元のプロジェクトは、カーネギーメロン大学と共同で米国海兵隊戦闘研究所によって資金提供された。カーネギーメロン大学で設計され、電子機器と熱可塑性シェルはQinetiQIncによって開発および製造されている。初期の開発は、初期設計、製造、フィールドテストを含め、米国海軍調査研究所によって実施された。
ロボットには4つの車輪があり、長さは15 インチ（38 cm）、幅は1フィート未満、高さ5 インチ（13 cm）。ロボットは非常に頑丈で、フェンスを越えて、階段の吹き抜けを上下に、時速45マイル（70 km / h）で移動中の車両から、または3階の窓からでも投げることができるので、どのように着陸するかは問題ではない。ただし、それ自体で階段を上り下りするようには設計されていないが、代わりに、ドラゴンランナーは階段を上って運ぶことができるように設計された。

## 使用
ドラゴンランナーは、人間の兵士にとって危険である、または近づきがたい地域、特に都市の地形向けに設計されている。ドラゴンランナーの前面に取り付けられた傾斜カメラは、ワイヤレスモデムによってマスターコントローラーに中継されるビデオフィードを提供する。それは兵士に隠れた敵を見るのを妨げる角や他の障害物の周りの景色を提供する。
ドラゴンランナーは、次の3つの異なるモードで操作できる。
- ドライブモード：ロボットは移動しながら画像をオペレーターに中継する。
- セントリーモード：ドラゴンランナーは静止したままで、最大30フィート (9.1 m)離れて、何かを検出すると、オペレーターに警告する。
- 監視モード：ロボットは静止したままで、画像をオペレーターに中継する。

改造には、工具を使わずに兵士がフィールドですばやく簡単にスナップできる階段や踏み板を登ることができるフリッパーが含まれる。
2010年1月、QinetiQとの1200万ポンド相当の契約に基づき、英国軍から約100台のドラゴンランナーが、アフガニスタンの最前線で即席爆発装置を見つけて無害化する爆弾処理専門班の能力を向上させるように命じられた。最初に使用されたのは、路傍爆弾の脅威に対してその価値をすでに証明していた。